# Johann Peter Stuppa

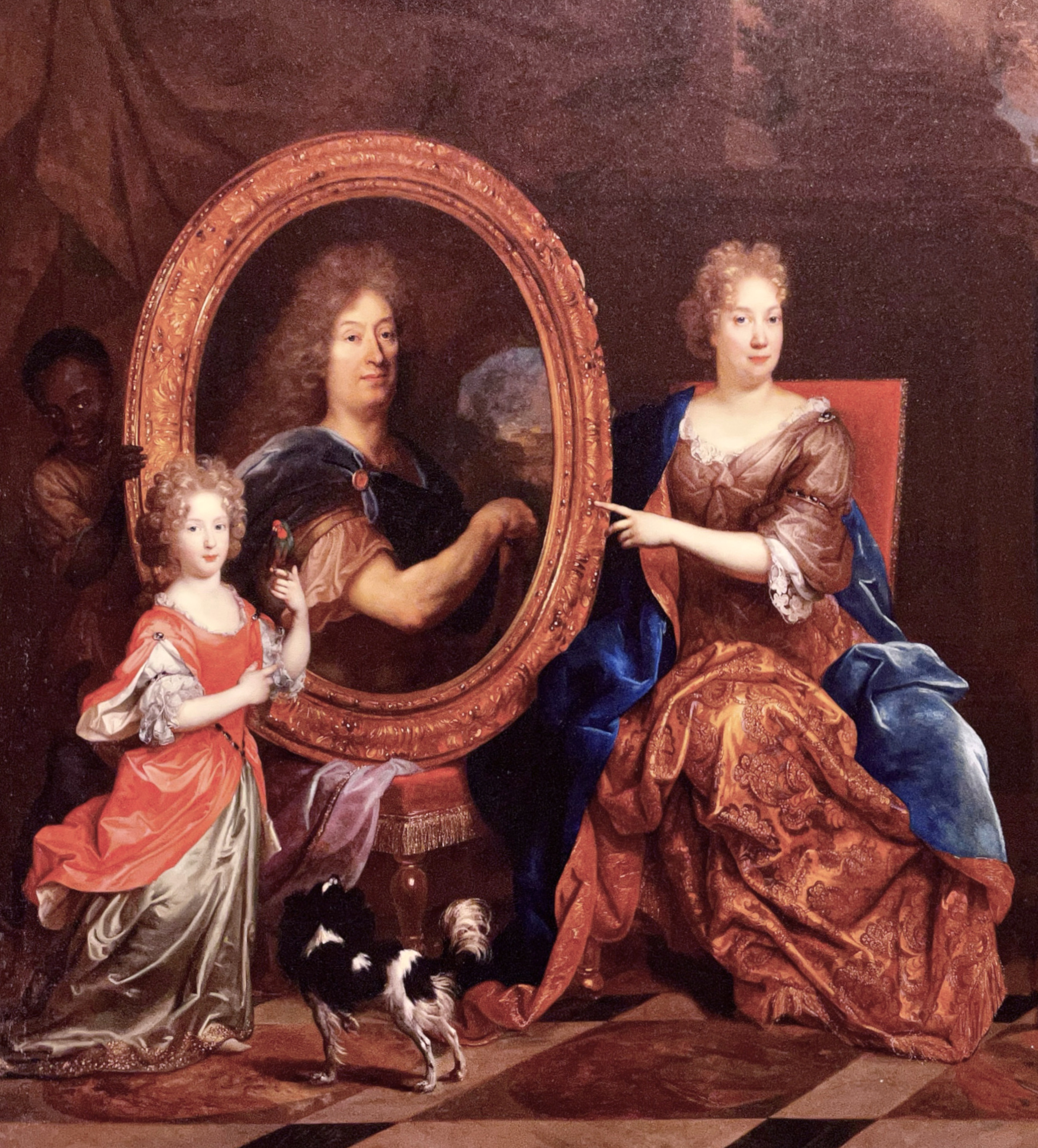
Johann Peter Stuppa mit seiner Gattin Anne-Charlotte de Gondi und seiner Nichte. Gemälde von Nicolas de Largillière

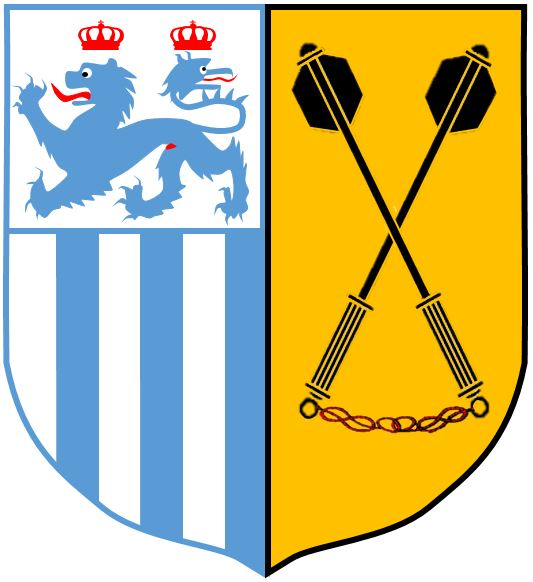
Allianzwappen
Johann Peter Stuppa mit
Anne-Charlotte de Gondi

Johann Peter Stuppa (auch: Stoppa, Stouppe) (* Juli 1621 in Chiavenna; † 6. Januar 1701 in Paris) war ein Schweizer Söldner, Offizier und Diplomat in französischen Diensten.

## Familie
Johann Peter Stuppa wurde im Juli 1621 in Chiavenna geboren. Im Interesse seiner Karriere erwarb er 1651 das Bürgerrecht von Chur, 1659 das von Basel und wechselte zu einem noch unbekannten Zeitpunkt auch von der reformierten zur katholischen Konfession.
Sein Vater, Nicolaus Stuppa, einer der drei Söhne des Mediziners und Professors an der Universität Basel Johannes Nicolaus Stuppan (1542–1621, genannt Stupanus, 1575 Bürger von Basel), entstammte dem ursprünglich aus Como stammenden in Chiavenna alteingesessenen Adelsgeschlecht der Stuppa (auch Stoppa). Von Beruf ebenfalls Arzt und zurückgekehrt nach Chiavenna, heiratete er seine Cousine Lavinia Stuppa. Johann Peter war eines ihrer sieben Kinder.

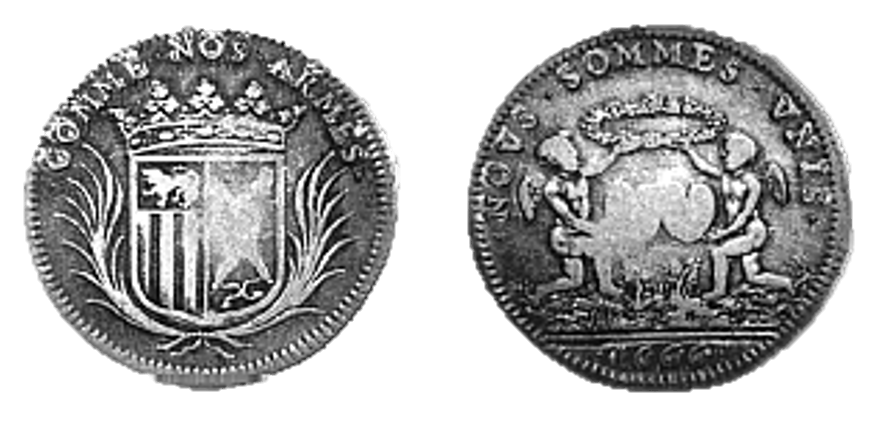
Gedenk-Medaillon der Hochzeit
von Johann Peter Stuppa
mit Anne Charlotte de Gondi

Der jüngere Bruder Johann Baptista Stuppa (1624–1692) war nach dem reformierten Theologiestudium in Leiden Feldprediger bei Cromwells Truppen. Er musste England, als spanischer Spion verdächtigt, fluchtartig verlassen und gelangte über die Niederlande nach Paris, wo er zum katholischen Glauben übertrat. Er wurde 1667 Besitzer und Hauptmann einer Freikompanie und avancierte bereits 1672–1674 zum Oberstleutnant im Regiment seines älteren Bruders Johann Peter, wurde 1677 Kommandant eines eigenen Regiments und 1686 zum Brigadier befördert. Er starb am 23. August 1692 in Mons an einer Verwundung aus der Schlacht bei Steenkerke, wo er gemeinsam mit seinem Bruder gekämpft hatte.
Johann Peter Stuppas Ehe 1661 mit Anne-Charlotte de Gondi (1627–1694), illegitimer Spross einer einflussreichen Adelsfamilie und Witwe des Louis-François Colbert, weitläufig verwandt mit Jean-Baptiste Colbert, Finanzminister des „Sonnenkönigs“ Ludwig XIV., blieb kinderlos, verhalf ihm jedoch zu verwandtschaftlichen Beziehungen zum französischen Adel.
Stuppa verstarb am 6. Januar 1701 in Paris. Er und seine Frau fanden ihre letzte Ruhe in der Sankt-Anna-Kapelle des Hôtel-Dieu (Alten- und Krankenasyl) der Augustinerinnen, heute das Spital-Zentrum (französisch: Centre Hospitalier), von Château-Thierry (Departement Aisne), das sie zu Lebzeiten regelmässig grosszügig unterstützt hatten.

## Militärische Karriere

### Der Subalternoffizier
Stuppa trat 1636 erst 16-jährig als Söldner und Kadett in der im Jahr zuvor ausgehobenen Freikompanie seines Onkels Johann Anton Stuppa in französische Dienste ein.
Bereits 1637 zum Fähnrich und 1640 zum Leutnant aufgerückt, machte er in dieser Einheit, die 1648 in das Schweizer Garderegiment eingegliedert wurde, durch seine militärischen Fähigkeiten auf sich aufmerksam: in Italien in den Schlachten von La Roquette (1652) sowie an der Bormida (1654) und – 1652 Besitzer einer halben und fünf Jahre später Inhaber und Hauptmann einer ganzen Gardekompanie geworden –  1659 in der Freigrafschaft Burgund. 1665 hob er zudem zusätzlich eine Freikompanie aus.

### Der Gardehauptmann
Stuppa konnte sich während der fast ununterbrochenen Kriegführung Frankreichs immer wieder durch Mut und Kaltblütigkeit auszeichnen. Weltmännisches Auftreten, bestechendes Wesen, militärische Tüchtigkeit und die durch Heirat verwandtschaftlichen Beziehungen zum französischen Adel liessen ihn die Gunst des mächtigen Grafen von Soissons und des Kriegsministers Louvois gewinnen, was ihm die Vorstellung beim König verschaffte.
Im Feldzug 1667 in die spanischen Niederlande unter dem persönlichen Kommando von Ludwig XIV. war Stuppa in der von Maréchal Turenne geführten Hauptmacht an den erfolgreichen Belagerungen von Saint-Venant, La-Motte-au Boix, Dünkirchen, Tournai, Douai und Lille beteiligt.
Durch die chronisch schlechte Finanzlage sah sich Ludwig XIV. ein Jahr später gezwungen, die Kosten und Bestände der Schweizer Regimenter zu reduzieren. Sein Handlungsansatz – von den Zeit- und Eidgenossen Stuppa zugeschrieben, was diesen zu deren missgebilligstem Widersacher werden liess – die entlassenen Gardekompanien als Freikompanien zu herabgesetzten Ansätzen wieder einzustellen und die Offiziersstellen nicht mehr mehrheitlich mit Angehörigen der eidgenössischen Regierungsfamilien zu besetzen, widersprach klar den Rahmenbedingungen der letztmals 1663 erneuerten Allianzverträge mit den Eidgenossen. Deren Tagsatzung reagierte auf die Missachtung der Kapitulation mit dem Verbot dieser Werbung und drohte mit dem Abzug der regulären Truppen, blieb damit aber letztlich erfolglos.

### Der Stabsoffizier und Diplomat
Als Ludwig XIV. für den bevorstehenden Angriff auf Holland zusätzliche Truppen benötigte, kompromittierte er bei deren Anwerbung nicht nur den eigenen Botschafter in Solothurn, sondern erneut auch die Eidgenossen. Er umging ihn und die dafür zuständige Tagsatzung und erteilte stattdessen 1671 ausgerechnet Gardehauptmann Johann Peter Stuppa den Auftrag, mit den nötigen Vollmachten ausgestattet, 10'000 Mann direkt bei den einzelnen eidgenössischen Orten zu rekrutieren.

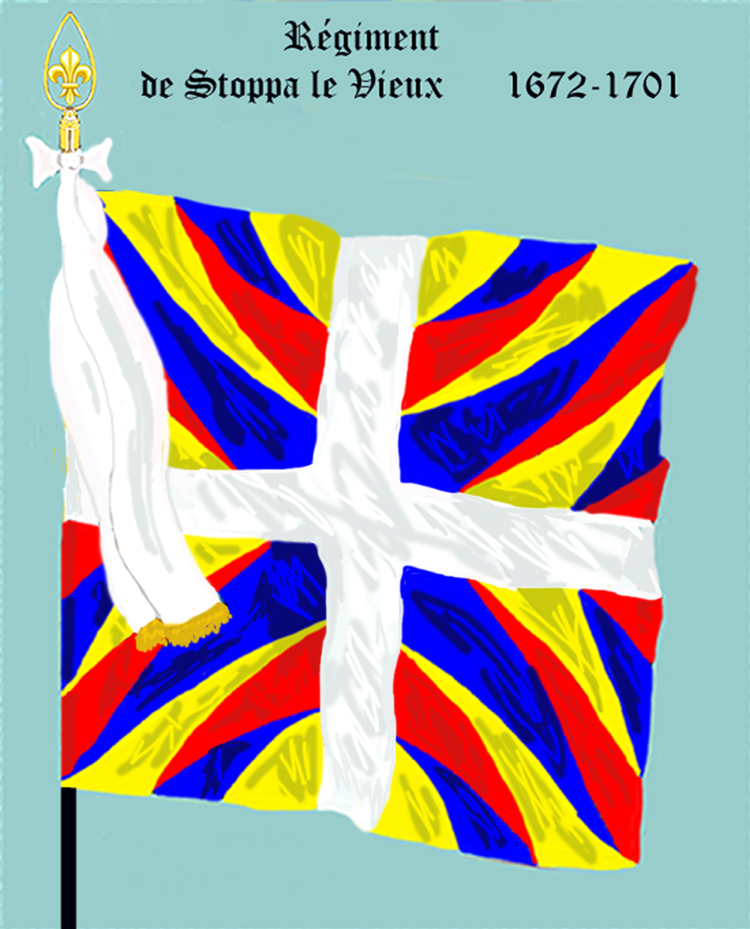
Fahne Regiment Stuppa "der Ältere"

Stuppa liess seine Mission dort vorerst durch einheimische Offiziere der Garde- und Freikompanien vorbereiten. Er selber konzentrierte dann seinen persönlichen Einsatz auf die begüterten frankreichfreundlicheren Orte des Mittellandes, deren Staatsbudget weniger von den konkurrierenden spanischen Pensionen abhing. Mit geschickter Verhandlungstaktik und der tatkräftigen Unterstützung französischer Parteigänger gelang es ihm tatsächlich, einen Kapitulationsvertrag mit einem günstigeren Soldtarif (Soldat: 5 bis 6, statt der bisherigen 7 Ecu/Monat) auszuhandeln, damit in nur 4 Monaten 43 Kompanien von 200 Mann anzuwerben und sie nach Frankreich abzuschicken.
Der erfolgreiche Abschluss dieser Werbemission zahlte sich für Stuppa aus. Schon im Folgejahr 1672 wurde er Brigadier und als Eigentümer Oberst eines der danach gebildeten neuen Regimenter, mit dem er im Holland-Feldzug an der Belagerung von Doesburg unter Vauban, der Schlacht bei Woerden und der Einnahme von Utrecht beteiligt war.
Noch 1672 zum Brigadier befördert, setzte ihn der König unter dem Befehl des Herzogs von Piney-Luxemburg als Kommandant von Utrecht ein, wo er mit dem niederländischen Philosophen Spinoza verkehrte. In dieser Funktion schrieb er den König, den Prinzen von Condé und den Kriegsminister Louvois sogar brieflich an, um sie über die Übergriffe der französischen Truppen in der Provinz Utrecht zu informieren.
Ab Ende 1673 wieder unter dem Herzog Piney-Luxemburg im Kampfeinsatz in Holland, von wo er, nach der Zerstörung von Zwammerdam und Bodegraven, 1674 wieder zurück an der französischen Grenze, sich in der Armee des Prinzen von Condé in der Schlacht von Seneffe auszeichnete. Er war 1675 an der Eroberung von Lüttich sowie den Belagerungen von Dinant, Huy und Limburg beteiligt und wurde 1676 zum Maréchal de camp befördert.
Diese Funktion übte er im Folgejahr in den Belagerungen von Landrecies, Condé-sur-l’Escaut, Bouchain, Aire, Cambrai und Valenciennes aus, bevor er in der Armee des einzigen Bruders des Königs bei der Belagerung von Saint-Omer und 1678 an denjenigen von Gent und Ypern im Einsatz stand.
1685 wurde er zum Oberst des Schweizer Garderegiments (mit der Erlaubnis, sein eigenes Regiment zu behalten) und 1688 zum Lieutenant général der königlichen Armeen befördert. In deren Reihen, in Teilen oder als Ganzes in der Regel mit den französischen Garden als Brigade, war das Schweizer Garderegiment in der Folge im Pfälzischen Erbfolgekrieg bis zum Frieden von Rijswijk (1697)  meist in Flandern und den Niederlanden im Einsatz: etwa bei den Belagerungen von Namur (1692 bzw. 1695) und Charleroi (1693), den Schlachten von Fleurus (1690), Steenkerke (1692) und Neerwinden (1693) sowie der Bombardierung von Brüssel (1695).

### Der Stellvertreter des Königs
Bereits 1674 hatte Ludwig XIV. Stuppa das Amt des Colonel général der Schweizer, Bündner und Walliser Truppen in französischen Diensten interimistisch – an Stelle des minderjährigen nominellen Inhabers, des duc du Maine (1670–1736) – übertragen. Dieses übte er faktisch bis zu seinem Tod aus, selbst nachdem der duc du Maine 1688 volljährig geworden war.
Diese Schlüsselstellung mit der die Vergabe von eidgenössischen Kompanien und Regimentern, von Offiziersstellen und der Verteilung von französischen Patronageressourcen verbunden waren, brachte Stuppa in engen Kontakt mit den eidgenössischen Machteliten und machte ihn zum intimen Kenner der innereidgenössischen politischen Verhältnisse. Das Vertrauen des Königs gestattete ihm, in dessen militärdiplomatischer Mission auf die französisch-eidgenössischen Angelegenheiten entscheidenden Einfluss zu nehmen.
Er geriet dabei durch die konsequente Vertretung der königlichen Interessen öfters in Konflikt mit der Tagsatzung, für die er ein Dauerthema war. 1698 entging er einer Verurteilung nur, weil der Prozess wegen Nichtbeachtung der Kapitulation sistiert wurde.
Überliefert ist jedoch auch seine schlagfertige Entgegnung, als Louvois, ständig im Rückstand mit seinen Zahlungen, in seiner Gegenwart vor dem König die Bemerkung machte,  mit dem Geld, das er (der König) und seine Vorgänger den Schweizern gegeben hätten, könnte man eine Strasse von Paris nach Basel mit Silber pflästern: «das mag wohl sein, Sire, aber wenn es möglich gewesen wäre, all das Blut aufzufangen, das mein Land im Dienste ihrer Majestät und ihrer Vorgänger vergossen hat, dann könnte man auch einen Kanal von Basel nach Paris bauen.»
Ein tätiger Mensch bis ins hohe Alter, schrieb er noch 1700 zwei Abhandlungen über Schweizer Truppen in französischen Diensten.
Am 6. Januar 1701 – inzwischen Ritter des Sankt-Ludwig-Ordens (französisch: Chevalier de St. Louis) – ist Johann Peter Stuppa 81-jährig in seiner Residenz an der rue Michel–Lecompte in Paris verstorben.

## Das Stuppishaus in Chur
Das altehrwürdige Stuppishaus an der Masanserstrasse 45 in der Nähe des Bahnhofs Chur hat in drei Bauetappen seine heutige Gestalt erreicht. Die verwitterte Inschrift über dem Haupteingang (PC Stuppishaus 1817) wurde anlässlich der Aufstockung durch den Churer Baumeister Paulus Christ angebracht.
Der Bau entstand Anfang der 1630er-Jahre, wie dendrochronologische Untersuchungen an Holzproben ergeben haben. Er wird Johann Anton Stoppa zugeschrieben, der die Liegenschaft 1647 aktenkundig in der Verwandtschaft weiterverkaufte. Zu Zeiten Johann Peter Stuppas war sie wohl, draussen ausserhalb der Stadtmauern, ein Rekrutierungszentrum für Söldner. Der geräumige gedeckte Innenhof lässt es als dafür vorgesehenen Zweckbau vermuten. Heute bietet es Raum zum Wohnen und auch für kulturelle Anlässe.
Wer als Bürger in Chur aufgenommen werden wollte, musste Grundbesitz in der Stadt vorweisen. Johann Peter Stoppa wurde 1651 eingebürgert. Die Quellen geben uns keine Auskunft, ob er im Stuppishaus gewohnt und/oder es als Aushebungsstelle genutzt hat.